# Leon Schuster
Leon Ernest "Schuks" Schuster (n. 21 mai 1951) este un regizor actor, prezentator și cântăreț sud-african.

## Filmografie
| Ani  | Film                            | Rol                | Brut          |
| ---- | ------------------------------- | ------------------ | ------------- |
| 1986 | You Must Be Joking!             | Schucks            |               |
| 1987 | You Must Be Joking! Too         | Schucks            |               |
| 1989 | Oh Schucks...It's Schuster!     | Schucks            |               |
| 1990 | Oh Schucks...! Here Comes UNTAG | Kwagga Robertse    |               |
| 1991 | Sweet 'n Short                  | Sweet Coetzee      |               |
| 1993 | There's a Zulu On My Stoep      | Rhino Labaschagnee |               |
| 1997 | Panic Mechanic                  | Schucks            |               |
| 1999 | Millennium Menace               | Schucks            |               |
| 2001 | Mr. Bones                       | Bones              | 33 milioane R |
| 2004 | Oh Schuks... I'm Gatvol         | Schucks            |               |
| 2005 | Mama Jack                       | Jack Theron Mama   |               |
| 2008 | Mr. Bones 2: Back from the Past | Bones              | 33 milioane R |

### Albume
- Leon Schuster
- Groen, Goud en White
- Hie' Kommie Bokke
- My Mates - Die Bokke
- Gautvol in Paradise
- Catchup Song and Every Cricket Hit
- Op Dun Eish